# Malouine orientale

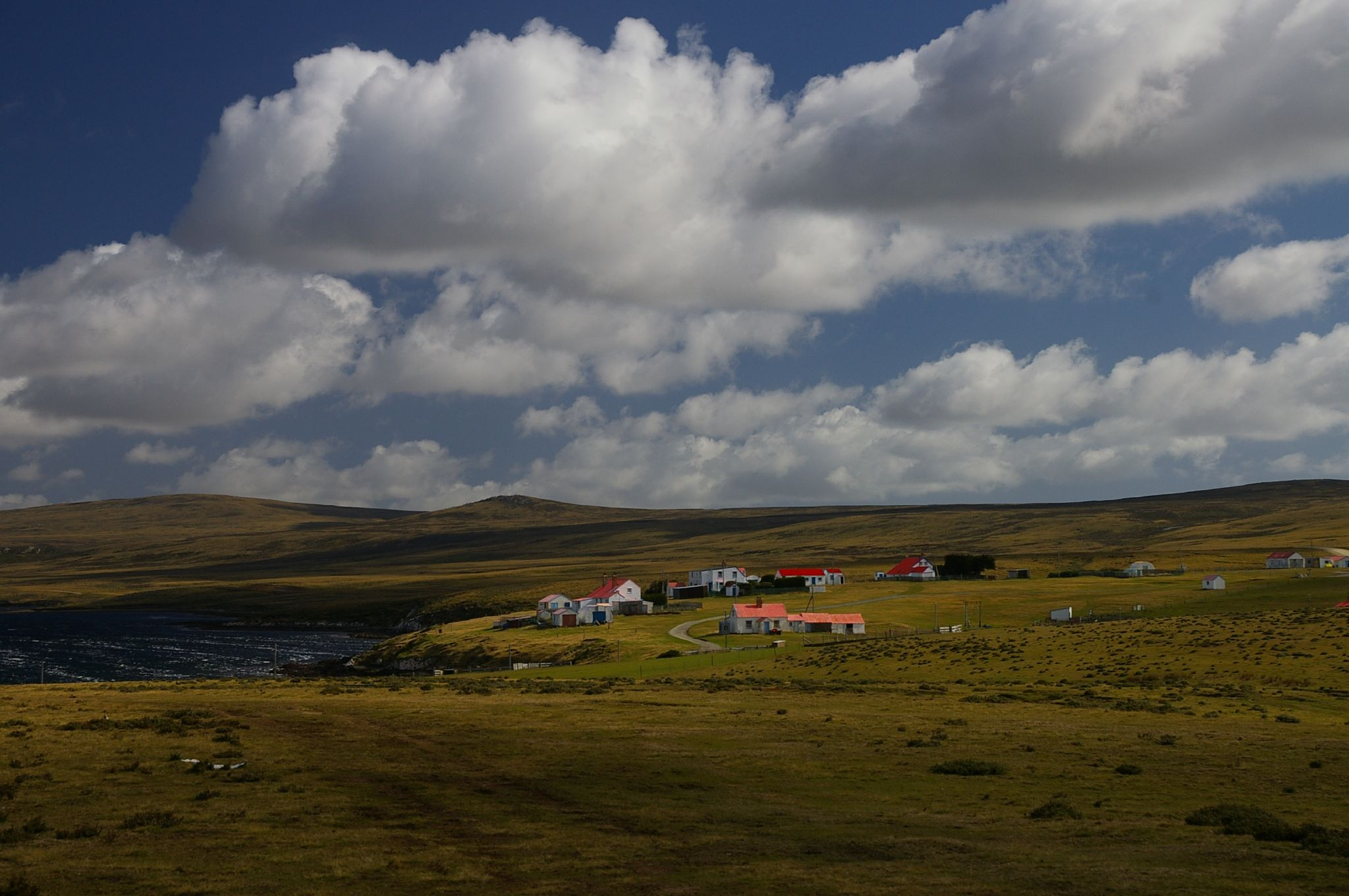
Johnson's Harbour

La Malouine orientale (en anglais : East Falkland, en espagnol : Isla Soledad) est la plus grande des îles Malouines (Falkland Islands en anglais, Islas Malvinas en espagnol), archipel britannique de l'Atlantique Sud, revendiqué par l'Argentine, avec une superficie de 6 605 km2. C'est la seconde plus grande île sub-antarctique, juste derrière la Grande Terre aux îles Kerguelen. La population représente une large majorité de la population totale de l'archipel, la quasi-totalité résidant dans la moitié nord de l'île, dans la petite bourgade de Stanley (environ 2 000 habitants) qui en est le chef-lieu. La moitié sud, reliée au nord par un isthme, est connue sous le nom de Lafonia. Elle est séparée de la Grande Malouine par le détroit des Malouines.

## Géographie

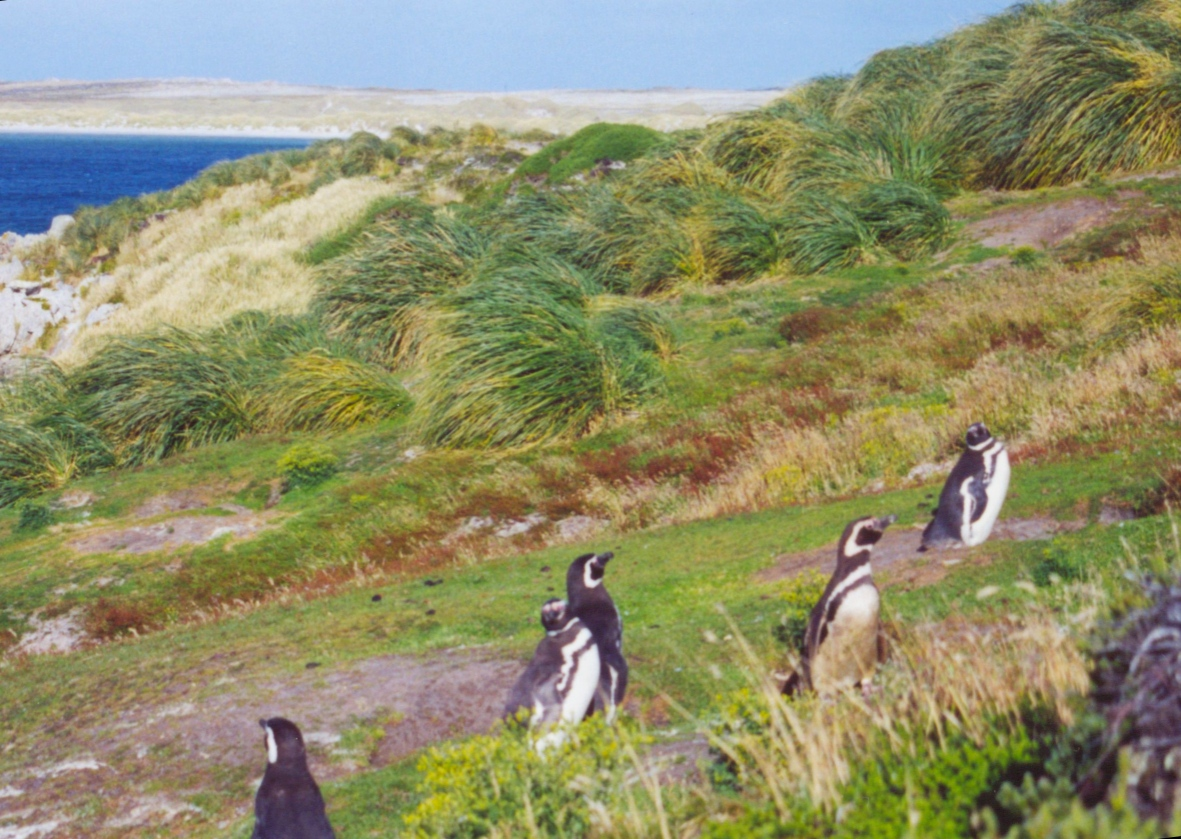
Gypsy Cove, Malouine orientale

Le point culminant de l'île, le mont Usborne (705 m), dans les Wickham Heights, est également le point culminant de l'archipel. La plus grande partie de l'île est cependant de faible altitude, légèrement vallonnée, formant des tourbières et des pâturages. Géologiquement, l'île est principalement constituée de grès, avec du quartzite et de l'ardoise. Le sol est souvent pauvre et acide.
L'île est coupée par deux profonds fjords, le détroit de Choiseul et le Brenton Loch se prolongeant par le Grantham Sound, qui laisse la partie nord et Lafonia dans le sud juste reliées par isthme de 3 km de large. Le littoral de l'île est assez découpé avec de nombreuses petites baies et pointes.
Le nord de l'île est formé de collines et est traversé par une chaîne un peu escarpée, les Wickham Heights, courant d'est en ouest et s'élevant par endroits à plus de 650 mètres. Le reste de l'île est principalement composé de terres vallonnées, un mixte de pâturages et de morasses, avec plusieurs petits étangs d'eau douce peu profonds et de petits torrents dans les vallées. Deux petites anses étroites, Berkeley Sound et Port William, pénètrent assez profondément à l'intérieur de l'extrémité nord-est de l'île
Les autres paysages se composent de pierriers couverts de sansevieria, de landes et de tourbières. Gypsy Cove, une petite baie, est considérée comme l'un des plus beaux endroits de l'île[réf. nécessaire].

## Population et infrastructure

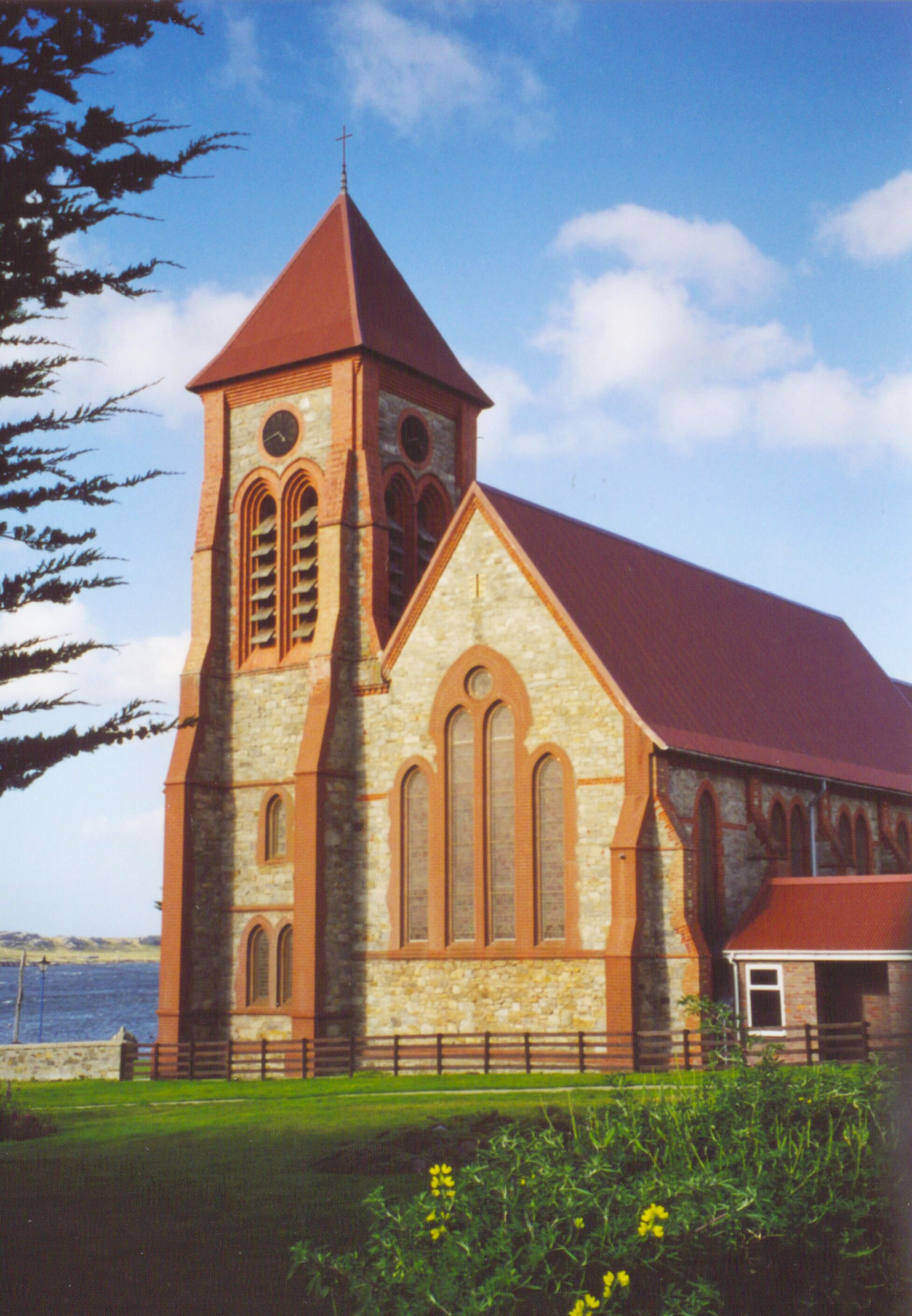
La cathédrale Christchurch à Stanley

La Malouine orientale abrite la capitale de l'île Port Stanley qui est son principal port.
Port Louis, ancien siège du gouvernement, à la pointe du Berkeley Sound, mais dont le mouillage fut considéré comme trop exposé fut abandonné et en 1844, des bâtiments publics furent construits aux abords d'une anse plus protégée qui deviendra Stanley.
On retrouve d'autres hameaux sur l'île : Port Louis, Darwin, Port San Carlos, San Carlos, Salvador, Johnson's Harbour, Fitzroy, Mare Harbour et Goose Green.
L'île possède également deux aérodromes avec piste en dur, l'aéroport de Port Stanley et la base RAF de Mount Pleasant. Un phare se dresse au cap Pembroke près de port Stanley. L'île possède aussi la majeure partie du faible réseau routier de l'archipel.

## Économie

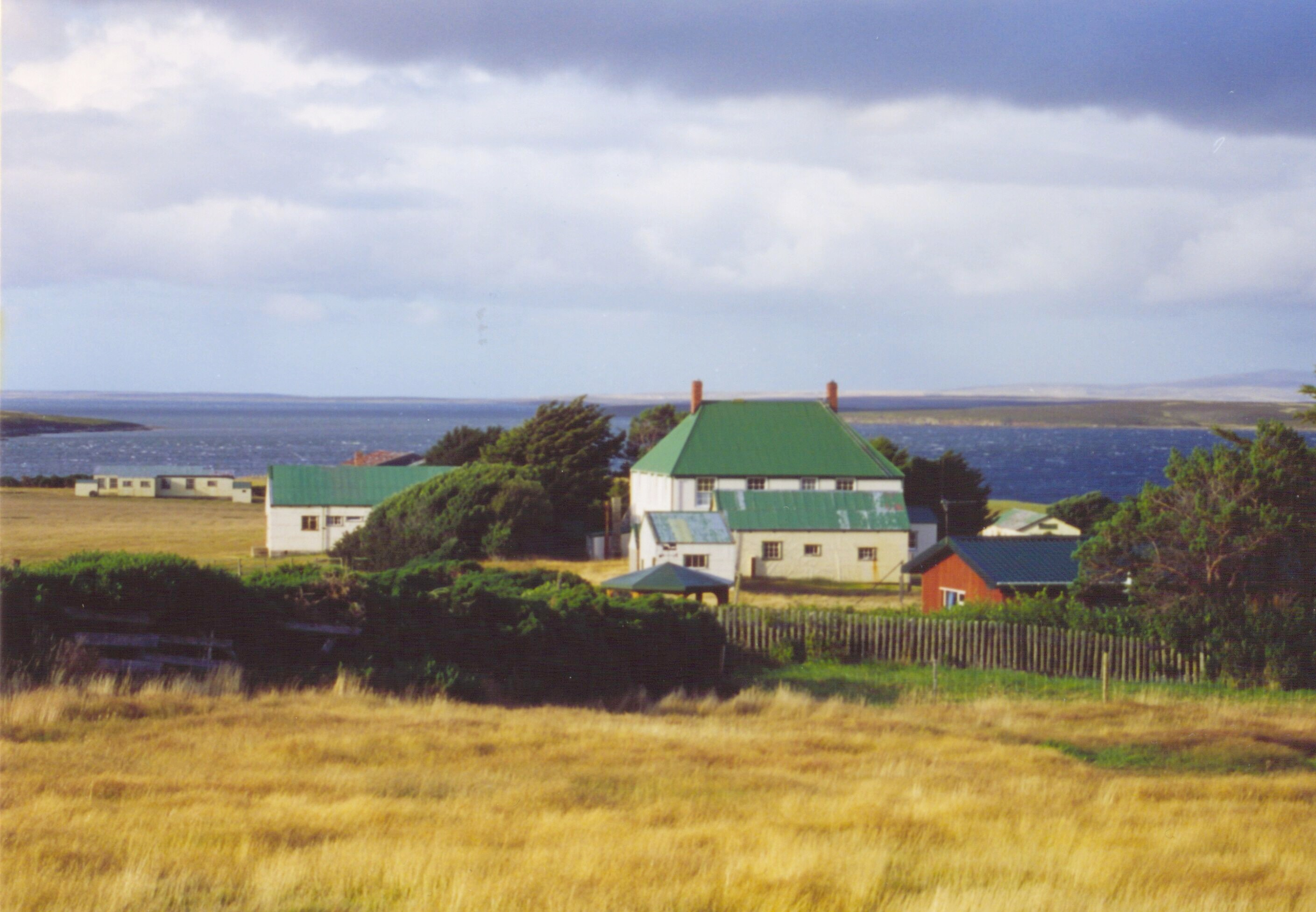
Maison à East Falkland

Les principales activités de l'île sont la pêche, l'élevage du mouton, l'administration et le tourisme. De l'avoine est cultivée mais en raison de la forte humidité et de l'acidité du sol, les terres sont principalement utilisées pour le pâturage.
Comme Stanley est la capitale et l'unique ville et que la Malouine orientale est la plus peuplée des îles, elle joue un rôle économique moteur pour l'archipel. Plusieurs bateaux de croisières y font escale. La base de la RAF de Mount Pleasant, où quelques centaines de militaires britanniques sont stationnés, contribue aussi de manière importante à l'activité de l'île dont la population est de moins de 2 000 individus.
De petits élevages de chevaux et de bétail existent et quelques sondages et explorations récents suggèrent une possible exploitation minière de l'île.

## Faune et flore
En raison d'une plus grande activité humaine, la Malouine orientale est l'île ayant connu le plus de problèmes de protection et de conservation d'espèces florales et animales. Le warrah, une variété locale de loup ou de renard, en est l'une des premières victimes. Cette espèce décrite par Darwin dans son Voyage du Beagle a disparu de l'île puis de l'archipel en 1876 (il s'agit de la seule espèce de canidé à disparaître lors des temps historiques) :
« The only quadruped native to the island is a large wolf-like fox (Canis antarcticus), which is common to both East and West Falkland. I have no doubt it is a peculiar species… Their numbers have rapidly decreased ; they are already banished from that half of the island which lies to the eastward of the neck of land between St. Salvador Bay and Berkeley Sound. Within a very few years after these islands shall have become regularly settled, in all probability this fox will be classed with the dodo, as an animal which has perished from the face of the earth. »
Des rats sont arrivés avec l'homme sur l'archipel mais malgré cela, l'île est resté un grand havre pour la faune d'oiseaux marins dont une grande variété de manchots.
Des Guanaco sont introduits, mais sans succès, en 1862 à Malouine orientale, au sud du Mount Pleasant où le Prince Alfred les chassa en 1871. Ils ont depuis disparu de l'île mais subsistent encore sur Staats Island.
Charles Darwin observa la vie sauvage de l'île lors du passage du HMS Beagle.

## Situation actuelle
Après la guerre des Malouines, les Britanniques ont considérablement renforcé leur présence militaire à Malouine orientale et ont grandement amélioré les infrastructures à Stanley et aux environs, goudronnant ainsi de nombreuses routes. La population a augmenté, principalement à cause du développement de Stanley, mais a décliné au Camp, nom donné aux Malouines (probablement de l'espagnol campo, la campagne) pour désigner le reste de l'île et de l'archipel, hors Stanley. La plupart des améliorations de l'infrastructure ont eu lieu sur la Malouine orientale.